# The Boarding House Ham
The Boarding House Ham (o A Boarding House Ham) è un cortometraggio muto del 1916 diretto da Thomas Persons. Sceneggiato da Wallace Clifton e prodotto dalla Selig, il film aveva come interpreti Sid Smith, Miss McKeen, Mrs. Prusche, l'addestratrice di animali Olga Celeste e Charles Le Moyne.

## Trama
Nella pensione per artisti gestita dalla signora Maggie De Cray e da sua figlia Maybelle giunge anche Olga Petrino, un'addestratrice di animali e stella del vaudeville con i suoi leopardi addomesticati. La signora De Cray vorrebbe che la figlia sposasse Horatio Payne, uno dei suoi pensionanti, ritenuto una star, mentre la ragazza gli preferisce Thomas Blake, che ritiene Horatio solo un impostore. Olga cerca di aiutare Maybelle liberando uno dei suoi leopardi che si mette a vagare per la pensione, impaurendo così Horatio che lascia in fretta il luogo, lasciando che l'idillio tra Thomas e Maybelle prosegua indisturbato.

## Produzione
Il film fu prodotto dalla Selig Polyscope Company.

## Distribuzione
Distribuito dalla General Film Company, il film - un cortometraggio in una bobina - uscì nelle sale cinematografiche statunitensi il 20 maggio 1916.